# Кучеревский, Евгений Мефодьевич
Евге́ний Мефо́дьевич Кучере́вский (укр. Євген Мефодійович Кучеревський; 6 августа 1941, Херсон, Николаевская область — 26 августа 2006, Днепропетровск) — советский и украинский футболист и тренер. Заслуженный тренер СССР (1989), Украины, России. Наиболее известен по работе в днепропетровском «Днепре».

## Биография
Родился в Херсоне 6 августа 1941 года, за две недели до оккупации города немецкими войсками. В юности увлекался баскетболом, установил рекорд Херсонской области по прыжкам в высоту (196 см), который никто не мог побить 15 лет.

### Игровая карьера
В 1958—1970 годах Евгений Кучеревский играл в нескольких украинских клубах низших дивизионов и не достиг особых успехов. Карьеру начинал на родине, в Херсоне, сначала играл на позиции нападающего. В силу обстоятельств (голкипер команды не смог выйти на поле) Кучеревского поставили в ворота как юношу с хорошими физическими данными. Играл он очень неплохо, поэтому и дальше выступал на позиции вратаря.
Выступал за юношескую команду местного «Спартака», который впоследствии сменил название на «Маяк». В основной команде дебютировал в 17-летнем возрасте. В 1960 году Кучеревский перешёл в «Энергию», а позже в СКА (Одесса), который выступал в Высшей лиге СССР. За год до вылета одесситов из высшего дивизиона сменил команду на николаевский «Судостроитель». Его переход стал удачным для команды, о чём свидетельствует 1 место в классе «А» Второй лиги и полуфинал Кубка СССР, где команда из Николаева уступила будущему обладателю трофея, львовским «Карпатам». После «Судостроителя» Кучеревский два года играл за «Авангард» из Жёлтых Вод и год за «Энергию». Не сыграв за команду из Новой Каховки ни одного матча Кучеревский заверешил игровую карьеру.

### Тренерская карьера
Тренерскую работу Кучеревский начал в 1973 году, на должности главного тренера Объединённой футбольной команды «Баштанка», куда пришёл после работы в спорткомитете.
С 1974 года в Никополе перенимал основы тренерской работы от Владимира Емца и Геннадия Жиздика. Местный «Колос» с соревнований любительских коллективов физкультуры вышел сначала во вторую лигу, а затем и в первую. Евгений Мефодьевич был главным тренером никопольчан 2 года (с 1982 по 1983) и в 1982 году «Колос» достиг лучшего турнирного результата в своей истории, заняв 3-е место в Первой лиге. Также по инициативе Кучеревского в Никополе был организован спортивный интернат, в котором начали свой футбольный путь такие известные игроки, как Павел Яковенко и Николай Медин.
В 1984—1985 годах работал в николаевском «Судостроителе».
В 1986 году Евгений Кучеревский был в составе тренерского штаба «Днепра» и отвечал за дубль, когда первая команда заняла 11 место в Высшей лиге. Это место не совсем устраивало руководство клуба, который до того три года подряд получал медали (1 «золото» и 2 «бронзы» в 1983—1985 годах). В декабре, уже после окончания чемпионата, Кучеревский сменил Владимира Емца на посту главного тренера. Новый наставник завоевал с «Днепром» серебряные медали в 1987 и 1989 годах, стал чемпионом-1988(присвоено звание «Заслуженный тренер СССР») и выиграл Кубок СССР сезона 1988/1989. Также вышел в 1/4 финала Кубка чемпионов 1989/1990, где «днепряне» разгромно уступили «Бенфике» (4:0 по сумме двух матчей).
В 1990 году Кучеревский мог возглавить сборную СССР. Тогдашний наставник главной команды страны Валерий Лобановский перед уходом в отставку заявил, что его преемником должен стать именно Евгений Мефодьевич. Всесоюзный тренерский совет на конкурсной основе единогласно избрал Кучеревского главным тренером сборной. Однако исполком Федерации футбола СССР на следующий день утвердил в этой должности Анатолия Бышовца.
После провозглашения независимости Украины первый чемпионат страны по футболу был проведён по сокращённой системе — начавшись в марте, первенство продолжалась до июня. Наставник «днепрян» провёл в первом национальном чемпионате только один матч и уехал в Тунис — тренировать клуб «Этуаль дю Сахель», которые привёл к финалу Кубка страны. Во время матча Африканского кубка арбитр встречи, по мнению Евгения Мефодьевича, стал принимать сомнительные решения в пользу соперника «красной команды» и, в итоге «Этуаль» проиграл и покинул турнир. В конце матча Кучеревский подбежал к судье и «схватил его за грудки, потом и за горло». Полицейские арестовали Кучеревского и отправили в СИЗО, откуда вскоре благодаря клубному руководству тренер был выпущен.
Сразу после работы в Африке Кучеревский отправился в Россию — вместе с Михаилом Гершковичем тренировать юношескую сборную России. В 1993—1994 годах недолго находился на должности в олимпийской сборной России. Благодаря Евгению Мефодьевичу было открыто много талантов. Футболистов искали по всей стране. Причем не только в высшей, первой и второй лигах, но и во дублях, третьих, четвёртых составах. Так были найдены и открыты Валерий Кечинов («Спартак-4»), Александр Беркетов («Ротор-9»), Руслан Нигматуллин (Набережные Челны), Александр Филимонов.
В конце 1993 года Кучеревский был приглашён в киевское «Динамо», но вследствие внутриклубных интриг на должность не заступил.
Суркису, по моим данным, жестко заявили: или тренером будет Сабо, или у тебя будут проблемы. И не возразишь ведь товарищам, если они круче, правильно?Из интервью Кучеревского газете «Спорт-Экспресс»
В 1997 году Кучеревский вернулся на родину, где три года возглавлял «Николаев» (бывший «Судостроитель»). Он не сумел во втором своём сезоне в клубе спасти команду от вылета из высшей лиги Украины, после чего ещё год работал с николаевцами в первой лиге.
В 1997 году возглавил тульский «Арсенал», стал одним из первых тренеров на постсоветском пространстве, который пригласил в свою команду легионеров — в Тулу приехали три бразильца. И это дало результат — «оружейники» стали главными претендентами на выход в первую лигу. Основным соперником туляков за повышение в классе был «Локомотив» из города Лиски Воронежской области. Эта команда преследовала «канониров» почти до конца турнира, но на финише не выдержала конкуренции и отстала. В итоге, «Арсенал» впервые в истории вышел в Первую лигу, а отрыв от ближайшего конкурента составил 15 очков.
Следующий сезон стал менее удачным. Руководство поставило перед командой задачу за год выйти в высшую лигу. Перед стартом сезона клуб подписал ещё 9 бразильских игроков. В начале сезона тульская команда демонстрировала довольно неплохой футбол, однако ближе к лету материальная база резко ухудшилась, денег стало не хватать на самое необходимое. В течение месяца Кучеревский написал три заявления об увольнении, но президент его не отпускал. Последние несколько месяцев Евгений Мефодьевич вовсе работал бесплатно. Провалился и «бразильский» эксперимент. Иностранных футболистов было слишком много, они то и дело сбивались с ритма, не понимали своих российских партнёров. В итоге, «Арсенал» расстался с 5 бразильцами и занял 5 место, не выйдя в Высшую лигу. Тогда Кучеревский произнёс:
Легионер – как чемодан без ручки: и выбросить жалко, и нести трудно!
В какой-то момент нервы тренера не выдержали, и он отправил заявление в российскую ПФЛ. Перед командой возникла угроза дисквалификации, и Кучеревский, поддавшись уговорам, забрал заявление, однако вскоре всё-таки покинул клуб по собственному желанию.
В 1999 году Кучеревский должен был стать главным тренером российского «Уралана». Тренер присутствовал на матче 10 тура чемпионата России против «Локомотива», а через несколько дней поехал с командой в Москву, на игру против «Динамо». Весь тот матч Кучеревский просидел в конце лавки запасных, а указания от бровки «жёлто-синим» раздавал Александр Скрынников. На следующий день было объявлено, что украинский специалист в Калмыкию возвращаться не намерен. Позже сам Евгений Мефодьевич утверждал, что командой в том матче не руководил и тренером «Уралана» никогда не являлся.
В 2000 году несколько месяцев был главным тренером днепропетровской ДЮСШ «Днепромайн».
В 2000 году по ходу сезона стал тренером «Ротора», который на тот момент был одним из главных претендентов на вылет из Высшей лиги. И хотя свою главную задачу Кучеревский выполнил, оставив команду в элитарном дивизионе, постоянная борьба за выживание, традиционное хроническое отсутствие средств вынудили Кучеревского покинуть клуб.
В том же 2000 году Евгений Мефодьевич возглавил «Торпедо-ЗИЛ». В Москве украинский специалист столкнулся с той же проблемой, что и в «Арсенале» и «Роторе» — плохое финансирование. Через год Кучеревский покинул клуб, но своё дело сделал — оставил команду в Высшей лиге. В «Торпедо» Евгений Мефодьевич запомнился особым доверием молодым игрокам и вниманием к играм дублирующего состава.
По ходу сезона 2001/02 Кучеревский вернулся в «Днепр». Его способ работы дал плоды: «днепряне» стабильно боролись за медали чемпионата Украины. «Днепр» стал опытным еврокубковым бойцом. В 2003 году «сине-бело-голубые» добыли одну из своих самых известных побед — в рамках 1/64 финала Кубка УЕФА, был повержен немецкий «Гамбург» со счётом 3:0, после выездного поражения 2:1[2]. Перед ответным матчем в Днепропетровске, на предматчевой установке, Кучеревский произнёс свою легендарную фразу:
Ребята, загоним этих фрицев за Бранденбургские ворота!
Среди игроков, которые пробились в большой футбол под руководством Евгения Мефодьевича Сергей Назаренко, Руслан Ротань, Андрей Русол, Олег Шелаев, Дмитрий Лёпа и др, благодаря им сборная Украины пробилась в 1/4 финала Чемпионата мира по футболу 2006 года. Именно тогда Кучеревский стал одним из самых авторитетных тренеров Украины и самым успешным тренером в истории «Днепра». После неудачной игры в первой половине сезона 2005/2006 покинул пост главного тренера и перешёл на должность спортивного директора клуба.

### Смерть
26 августа 2006 года Кучеревский ехал со своей дачи в Новомосковске на матч дублёров «Днепра». В 15:00, выезжая на проспект Воронцова, «Mercedes-Benz» под его управлением выехал на встречную полосу и столкнулся с МАЗом. Бампер грузовика пробил двери авто, шансов выжить у Кучеревского не было. Несмотря на то, что врачи оперативно оказались на месте ДТП (карета скорой помощи проезжала неподалёку), спасти Евгения Мефодьевича они не смогли. Не приходя в сознание, в 16:30 того же дня он скончался. Как позже установила экспертиза, за несколько секунд до аварии у него случился инфаркт.
Евгений Мефодьевич Кучеревский был похоронен с военными почестями на Главной аллее Запорожского кладбища Днепропетровска. Прощальную панихиду в Спасо-Преображенском кафедральном соборе возглавил митрополит Днепропетровский и Павлоградский Ириней. После панихиды тело было привезёно на стадион «Метеор». Футболисты «Днепра» несли гроб от стадиона до кладбища на руках (почти 10 км). В день похорон в Днепропетровске был объявлен всеобщий траур и приспущены государственные флаги. В момент опускания гроба в могилу был отдан военный салют.

## Достижения

### Командные
«Колос» (Никополь)
- Бронзовый призёр Первой лиги СССР: 1982

«Днепр» (Днепропетровск)
- Чемпион СССР: 1988
- Вице-чемпион СССР (2): 1987, 1989
- Обладатель Кубка СССР: 1989
- Обладатель Кубка Федерации футбола СССР: 1989
- Финалист Кубка Федерации футбола СССР: 1990
- Обладатель Кубка сезона: 1989
- Бронзовый призёр чемпионата Украины: 2003/04
- Финалист Кубка Украины: 2003/04
- Итого: 4 трофея

«Этуаль дю Сахель»
- Финалист Кубка Туниса: 1992

«Арсенал» (Тула)
- Победитель Второй лиги России (зона «Запад»): 1997
- Итого: 1 трофей

### Личные
- Тренер года на Украине[укр.] (2): 2004, 2005
- Заслуженный тренер Украины
- Заслуженный тренер России
- Заслуженный тренер СССР (1988)
- Заслуженный мастер спорта СССР (1989)

### Награды
- Орден «За заслуги» II степени (2006)[9] — за достижение высоких спортивных результатов на чемпионате мира по футболу 2006 года (…), проявленные мужество, самоотверженность и волю к победе, утверждение международного авторитета Украины.
- Орден «За заслуги» III степени (2004)[10] — за весомый личный вклад в развитие и популяризацию отечественного футбола, подготовку молодых футболистов, подъём международного спортивного престижа Украины и по случаю 110-летия украинского футбола.
- Рубиновый орден УЕФА «За заслуги» (2018)[11]

## Семья
Жена Тамара, дочь Ирина и внучка Юлия.

## Память
В 2008 году, в Днепропетровске, в честь Кучеревского был назван пешеходный бульвар возле стадиона «Днепр-Арена». Бульвар торжественно открыт в день города Днепропетровска 13 сентября 2008 года.
До 2013 года на тренировочной базе «Днепра» проходил Мемориал памяти Евгения Кучеревского, в котором участвовали молодёжные команды «Днепра» и приглашённых клубов. С 2015 года на «Днепр-Арене» проходит матч памяти Евгения Мефодьевича.